# Marie-Noëlle Warot-Fourdrignier
Marie-Noëlle Warot-Fourdrignier, née le 23 décembre 1956, est une footballeuse internationale française ayant évolué au poste de défenseure. Triple championne de France avec l'AS Étrœungt en 1978, 1979 et 1981, elle fut capitaine de l'équipe de France.

## Biographie

### Carrière en club
Mano Warot-Fourdrignier commence à jouer au football à l'âge de 15 ans. En 1976, elle rejoint l'Association sportive Étrœungt, qui attire les meilleures joueuses du sud du département du Nord. Deux ans plus tard, la défenseure et ses coéquipières atteignent pour la première fois la finale du championnat de France et battent le Stade de Reims (1-0, 1-1), l'autre équipe dominante de ces premières années du championnat. S'enchaîne un autre titre l'année suivante, en battant de nouveau Reims (1-2, 2-0). En 1981, elle remporte un troisième titre de championne de France avec Étrœungt, en battant toujours Reims (1-1, 5-4 tab). Enfin, un an plus tard, Reims prend sa revanche sur son bourreau avec une victoire 2-1 sur Étrœungt en finale. Fourdrignier finit tout de même meilleure buteuse du championnat avec 22 buts marqués.
En 1985, après 9 ans à Étrœungt, elle rejoint l'Athlétic Club cambrésien et y termine sa carrière,.

### Carrière internationale
En février 1977, Mano Warot-Fourdrignier est sélectionnée pour la première fois par l'entraîneur de l'équipe de France féminine, Pierre Geoffroy. Elle dispute son premier match en équipe de France face à l'Angleterre (0-0). À partir de ce match, elle est systématiquement titularisée par Geoffroy puis par son successeur Francis-Pierre Coché. En 1978, elle prend le capitanat de l'équipe de France et le garde jusqu'en 1981. Sur cette période, elle joue 18 matchs amicaux.
Après trois défaites de la France lors des qualifications au championnat d'Europe 1987 face aux Pays-Bas, à la Belgique et à la Suède, elle est rappelée en sélection en octobre 1985. Elle dispute les trois derniers matchs de ces qualifications dont une victoire face à la Belgique 3-1. Le match face à la Suède (défaite 1-0) en mai 1986, à Karlskoga, face à 3 127 spectateurs, est son dernier match international.

## Palmarès

### En club
AS Étrœungt
- Championnat de France (3)
  - Championne en 1978, 1979 et 1981.
  - Vice-championne en 1982.

### Distinctions individuelles
- Meilleure buteuse du championnat de France en 1981-1982 (22 buts)

## Statistiques

### En sélection
| Sélection | Année | Statistiques | Statistiques |
| Sélection | Année | Matchs       | Buts         |
| --------- | ----- | ------------ | ------------ |
| France    | 1977  | 3            | 0            |
| France    | 1978  | 3            | 0            |
| France    | 1979  | 4            | 0            |
| France    | 1980  | 5            | 0            |
| France    | 1981  | 3            | 0            |
| France    | 1985  | 1            | 0            |
| France    | 1986  | 2            | 0            |
| Total     | Total | 21           | 0            |

## Après-carrière
Après sa carrière, elle est professeure d'EPS au lycée Camille-Claudel à Fourmies (Nord). Elle a entraîné également des équipes de jeunes. Au niveau national, elle fut membre de la commission centrale du football féminin.